# 耶尔岑斯
耶尔岑斯是奥地利蒂罗尔州伊姆斯特县的一个市镇。总面积30.4平方公里，总人口1008人，人口密度33.2人/平方公里（2005年）。